# Port lotniczy Corn Island
Port lotniczy Corn Island (ang. Corn Island Airport, IATA: RNI, ICAO: MNCI) – port lotniczy zlokalizowany na wyspie Big Corn Island należącej do grupy wysp Corn Islands, w Nikaragui.

## Linie lotnicze i połączenia
- Atlantic Airlines (Bluefields, Managua)
- La Costeña (Bluefields, Managua)